# لوکال موتورز
لوکال موتورز (انگلیسی: Local Motors) شرکت خودروسازی آمریکایی است، که در سال ۲۰۰۷ تأسیس شد.